# Veneti
Veneti (poznati i kao heneti na latinskom i ενετοί enetoi na grčkom) su bili drevni narod koji je nastanjivao sjeveroistok današnje Italije, odnosno područje koje odgovara današnjoj regiji Veneto.
Stari Veneti su govorili venetski, izumrli indoeuropski jezik koji je poznat na temelju oko 300 kratkih zapisa koji datiraju od 6. do 1. stoljeća pr. Kr. Venetski je, po svemu sudeći, imao određene sličnosti s latinskim i drugim italiskim jezicima, ali i s germanskim i keltskim. Venetski se ne smije miješati s venecijanskim, suvremenim romanskim jezikom kojim se govori u regiji.
U Italiji se za taj narod koristi izraz Paleoveneti kako bi ih se razlikovali od suvremenih stanovnika regije Veneto, za koje se na talijanskom rabi izraz Veneti. Uglavnom se smatra kako nisu u srodstvu s galskim Venetima, odnosno keltskom plemenu koje je živjelo na obali Atlantika.
Neka od plemena za koje se navodi da pripadaju Ilirima, kao Karni, Histri i Liburni, su bili u srodstvu s Venetima.

## Povijest
Veneti su prapovijesni narod indoeuropskoga podrijetla koji je živio na prostoru današnje talijanske pokrajine Veneto. Južna granica sezala je malo sjevernije od Pada, duž rijeke Tartaro i između mjesta Gazo Veronese i Adria. Na zapadu granicu čini jezero Garda, na sjeveru obronci Alpa, a na istoku prostor između rijeka Plave (Piave) i Tilmenta (Tagliamento). Antički izvori govore o dolasku Veneta na sjeverni Jadran nakon Trojanskog rata, u vrijeme velikih migracija između XIII. i XII.st. pr. Kr. Spominju ih u Paflagoniji, na Balkanu, možda u Epiru, u sjevernoj Europi, u Galiji i možda u Laciju. Venete (grč. ̉Ενετοί), prema Homeru (Ilijada) i drugim izvorima doveo je na sjeverni Jadran Antenor, nakon Trojanskog rata, iz Paflagonije u Maloj Aziji. Oni su protjerali starosjedioce Euganeje, koji su živjeli između mora i Alpa, te zauzeli njihov teritorij. Prema arheološkim nalazima, nakon propasti mikenske pomorske prevlasti dokazane su velike migracije, tijekom kojih započinje oblikovanje različitih etničkih skupina. Tako su na područje sjevernoga Jadrana u valovima pristizali doseljenici koji su, asimilirajući se sa starosjediocima, stvarali novi narod (Venete) i kulturu (Este-kultura, prapovijesna kultura). Jednu od značajki običaja Veneta predstavlja isključivi način pokopa spaljivanjem. Bili su otvoreni raznim kulturnim utjecajima i razmjenama s drugim narodima, posebno Etrurcima, ali su ostali izvan znatnijeg utjecaja grčke civilizacije. Iz pisanih izvora saznajemo o njihovoj vještini uzgoja konja i o žrtvovanju bijelih konja Diomedu u svetištu na ušću Timava. Koristili su se pismom nastalim iz etrurskoga i grčkoga alfabeta, kojim su zapisivali posvete božanstvima na raznim predmetima ili nadgrobnim spomenicima. Od kraja V. st. pr. Kr. okruženi su keltskim Cenomanima, Boima i Karnima te izloženi njihovu kulturnom utjecaju. U II. st. pr. Kr. počinje romanizacija Veneta.

### Primarni izvori
- Polibije - ii.17.4-6, 18.1-3; ii.23.1-3; ii.24.7-8
- Xenophon - Anabaza, (known as Anabasis III in the Loeb Classical Library edition), I.viii.5; V.ii.22, iv.13, v.12, 22, vi.3, 6; VI.i.1, 6, 11, 13, 14, 15. ISBN 0-674-99101-X

## Unutarnje poveznice
- Deseta regija, Venecija i Histrija

## Vanjske poveznice
- Studije o Venetima  Arhivirana inačica izvorne stranice od 6. kolovoza 2005. (Wayback Machine) Dr. Loredana Calzavara-Capuis  (tal.)
- Venetski zapisi Adolfo Zavaroni (tal.).